# Vararia phyllophila
Vararia phyllophila är en svampart som först beskrevs av George Edward Massee, och fick sitt nu gällande namn av D.P. Rogers & H.S. Jacks. 1943. Vararia phyllophila ingår i släktet Vararia och familjen Lachnocladiaceae.   Inga underarter finns listade i Catalogue of Life.